# Jörg Ritzerfeld
Jörg Ritzerfeld, né le 28 juin 1983 à Suhl, est un sauteur à ski allemand. Il a été actif au niveau international de 2001 à 2011, obtenant deux podiums collectifs en Coupe du monde. Il a également pratiqué le combiné nordique.

## Biographie
Ritzerfeld commence le sport dans le combiné nordique, obtenant de bons résultats tels que sa victoires sur les Jeux nationaux du ski devant des futurs champions comme Stephan Hocke et Björn Kircheisen.
Il fait ses débuts dans la Coupe du monde lors de la Tournée des quatre tremplins en 2001-2002 à Garmisch-Partenkirchen, avant de gagner une médaille de bronze par équipes aux Championnats du monde junior à Karpacz.
En décembre 2001, il marque ses premiers points en Coupe du monde à Villach (29e), avant de signer une sixième place au tremplin d'Hakuba, qui restera le meilleur résultat de sa carrière dans l'élite. La même saison, il remporte quatre épreuves de la Coupe continentale, dont il se classe troisième du classement général.
En janvier 2004, il obtient son deuxième meilleur résultat dans la Coupe du monde avec une onzième à Liberec. L'hiver suivant, il obtient deux autres top quinze à Ruka, puis monte sur son premier podium avec ses coéquipiers à la Coupe du monde à Pragelato.
Juste après, il honore sa première sélection majeure aux Championnats du monde d'Oberstdorf, où il finit vingtième en individuel et cinquième par équipes, à chaque fois sur le grand tremplin. En 2005-2006, il se blesse au genou (rupture du ligament croisé). Il revient au niveau de performance de 2005 en 2007, avec un deuxième podium par équipes à Willingen, ainsi qu'une participation réussie aux Championnats du monde de Sapporo, où il prend les douzième et quinzième rangs en individuel.
Il marque encore quelques points pour la Coupe du monde en 2007-2008, mais ne parvient plus à obtenir de résultat significatif (à part une médaille à l'Universiade de 2009) sur la scène internationale jusqu'en 2011, année de sa retraite sportive.
Il devient ensuite commentateur expert de saut à ski sur la chaîne ARD et travaille aussi dans le management sportif et la sponsorisation.

## Palmarès

### Championnats du monde
| Épreuve / Édition | Oberstdorf 2005 | Sapporo 2007 |
| Petit tremplin    |                 | 12e          |
| Grand tremplin    | 20e             | 15e          |
| Par équipes       | 5e              | 8e           |

### Championnats du monde de vol à ski
| Épreuve / Édition | Harrachov 2002 |
| Individuel        | 40e            |

### Coupe du monde
- Meilleur classement général : 25e en 2007.
- Meilleur résultat individuel : 6e.
- 2 podiums par équipes : 2 troisièmes places.

#### Classements en Coupe du monde
| Année     | Classement général final |
| 2001-2002 | 40e                      |
| 2002-2003 | 64e                      |
| 2003-2004 | 47e                      |
| 2004-2005 | 32e                      |
| 2005-2006 | 56e                      |
| 2006-2007 | 25e                      |
| 2007-2008 | 76e                      |

### Championnats du monde junior
- Médaille de bronze en 2001 dans l'épreuve par équipes.

### Universiades
- Médaille de bronze par équipes en 2009 à Yabuli.

### Coupe continentale
- 3e du classement général en 2002.